# Pardonne-moi
Pardonne-moi è il terzo singolo dell'album Les mots, il primo "best of" della cantautrice francese Mylène Farmer, pubblicato il 21 ottobre 2002.
Il singolo non avrà il successo straordinario dei precedenti a causa della scarsa rotazione nelle radio francesi e della poca promozione da parte della star. Il video clip, girato da Laurent Boutonnat sembra mostrarci una Mylène epoca anni 80, in cui la rossa interpreta una suora pentita dei propri peccati carnali.
Ad oggi la canzone non è stata mai presenta in nessuna delle tournée della Farmer.

## Versioni ufficiali
1. Pardonne-moi (Album Version) (4:30)
2. Pardonne-moi (Radio Version) (4:05)
3. Pardonne-moi (Instrumental Version) (4:30)
4. Pardonne-moi (Dark Side Of The Mix) (4:30)
5. Pardonne-moi (Forgiveness Club Remix) (6:30)